# Moosa Khalfan
Moosa Khalfan (arabisch موسى خلفان Mussa Chalfān) ist ein katarischer Bahn-, Mountainbike- und Straßenradrennfahrer.
Moosa Khalfan gewann 2008 eine Etappe bei der Tour of the AGCC Arab Gulf. Auf der Bahn gewann er bei der arabischen Meisterschaft die Silbermedaille in der Einerverfolgung. Im nächsten Jahr wurde Khalfan bei der katarischen Mountainbikemeisterschaft Dritter im Cross Country und bei der Straßenmeisterschaft wurde er Vizemeister im Straßenrennen. Außerdem belegte er 2009 den zweiten Platz in der Gesamtwertung der Tour of the AGCC Arab Gulf. 2010 wurde Khalfan Vierter bei der Arab Gulf Cycling Championship im Einzelzeitfahren.